# Алгебрична функція
У математиці алгебраїчна функція — це функція, яку можна визначити як корінь поліноміального (алгебраїчного) рівняння.
Досить часто алгебраїчні функції являють собою алгебраїчні вирази із скінченною кількістю членів з використанням лише алгебраїчних операцій додавання, віднімання, множення, ділення та піднесення до дробового степеня. Прикладами таких функцій є:
- {\displaystyle f(x)=1/x},
- {\displaystyle f(x)={\sqrt {x}}},
- {\displaystyle f(x)={\frac {\sqrt {1+x^{3}}}{x^{3/7}-{\sqrt {7}}x^{1/3}}}}.

Однак деякі алгебраїчні функції не можна представити за допомогою скінченної кількості таких виразів (теорема Абеля — Руффіні).
Таким прикладом є радикал Брінга — функція, що неявно визначається рівнянням
{\displaystyle f(x)^{5}+f(x)+x=0.}
Точніше кажучи, алгебраїчною функцією степеня {\displaystyle n} від однієї змінної {\displaystyle x} є функція {\displaystyle y=f(x)}, яка неперервна на своїй області визначення і задовольняє поліноміальне рівняння:
{\displaystyle a_{n}(x)y^{n}+a_{n-1}(x)y^{n-1}+\cdots +a_{0}(x)=0,}
де коефіцієнти {\displaystyle a_{i}(x)} — поліноміальні функції від {\displaystyle x} із цілими коефіцієнтами.
Можна показати, що отримаємо той самий клас функцій, якщо коефіцієнти поліномів {\displaystyle a_{i}(x)} є алгебраїчними числами.
Якщо ж в коефіцієнтах зустрічаються трансцендентні числа, то функція у загальному випадку не є алгебраїчною, але вона є алгебраїчною над полем, яке породжене цими коефіцієнтами.
Значення алгебраїчної функції для раціонального числа, а в загальному випадку для алгебраїчного числа, завжди є алгебраїчним числом.
Іноді розглядають коефіцієнти {\displaystyle a_{i}(x)}, які є поліномами над кільцем {\displaystyle R}, і тоді говорять про "алгебраїчні функції над кільцем {\displaystyle R}".
Функція, яка не є алгебраїчною, називається трансцендентною як, наприклад, у випадку   {\displaystyle \exp x},  {\displaystyle \operatorname {tg} x}, {\displaystyle \ln x}, {\displaystyle \Gamma (x)}.
Композиція трансцендентних функцій може дати алгебраїчну функцію: {\displaystyle f(x)=\cos(\arcsin x)={\sqrt {1-x^{2}}}}.
Оскільки поліноміальне рівняння степеня {\displaystyle n} має до {\displaystyle n} коренів (і рівно {\displaystyle n} коренів над алгебраїчно замкненим полем, таким як поле комплексних чисел), то поліноміальне рівняння неявно визначає не одну функцію, а до {\displaystyle n} функцій, які іноді також називаються гілками.
Розглянемо для прикладу рівняння одиничного кола:  {\displaystyle y^{2}+x^{2}=1}.
Воно визначає {\displaystyle y}, але тільки з точністю до знаку; відповідно, маємо дві гілки: {\displaystyle y=\pm {\sqrt {1-x^{2}}}}.
Алгебраїчна функція від {\displaystyle m} змінних також визначається як функція {\displaystyle y=f(x_{1},\dots ,x_{m})}, яка є розв'язком поліноміального рівняння з {\displaystyle m+1} змінними  
{\displaystyle p(y,x_{1},x_{2},\dots ,x_{m})=0.}
Зазвичай передбачається, що поліном {\displaystyle p} має бути незвідним поліномом.Тоді існування алгебраїчної функції гарантується теоремою про неявну функцію.
Формально, алгебраїчна функція з {\displaystyle m} змінних над полем {\displaystyle K} є елементом алгебраїчного замикання поля раціональних функцій {\displaystyle K(x_{1},\dots ,x_{m})}.

## Визначення і приклади
Загалом, функція кількох змінних {\displaystyle u=f(x,y,z,\dots )} зветься алгебраїчною в точці {\displaystyle (x_{0},y_{0},z_{0},\dots )}, якщо існує окіл цієї точки, де функція задовольняє рівняння вигляду:
{\displaystyle P_{0}(x,y,z,\dots )u^{n}+P_{1}(x,y,z,\dots )u^{n-1}+\dots +P_{n}(x,y,z,\dots )=0},
де {\displaystyle P_{0},P_{1},\dots ,P_{n}} — многочлени відносно {\displaystyle x}, {\displaystyle y}, {\displaystyle z}.
Наприклад, функція дійсної змінної {\displaystyle F(x)={\sqrt {1-x^{2}}}} є алгебраїчною на інтервалі {\displaystyle (-1,1)} в полі дійсних чисел, оскільки вона задовольняє рівнянню
{\displaystyle F^{2}+x^{2}=1.}
Існує аналітичне продовження функції {\displaystyle F(x)={\sqrt {1-x^{2}}}} на комплексну площину, з вирізаним відрізком {\displaystyle [-1,1]} або з двома вирізаними променями {\displaystyle (-\infty ,-1]} і {\displaystyle [1,\infty )}. У цій області отримана функція комплексного змінного є алгебраїчною і аналітичною.
Алгебраїчні функції, що є многочленами або їх частками, називають раціональними; інші алгебраїчні функції називають ірраціональними.
Відомо, що якщо функція є алгебраїчною в точці, то вона є і аналітичною в даній точці. Зворотне невірно. Функції, що є аналітичними, але що не є алгебраїчними, називаються трансцендентними функціями.

## Алгебраїчні рівняння
Рівняння виду
{\displaystyle P(x_{1},\ldots ,x_{n})=Q(x_{1},\ldots ,x_{n}),}
де {\displaystyle P} і {\displaystyle Q} — многочлени з коефіцієнтами з поля раціональних чисел, називається алгебраїчним рівнянням.

## Алгебраїчні функції від однієї змінної

### Вступ та огляд
Неформальне визначення алгебраїчної функції дає ряд підказок про її властивості.
Для інтуїтивного розуміння буде корисним розглядати алгебраїчні функції як функції, які можуть бути утворені звичайними алгебраїчними операціями: додаванням, множенням, діленням і добування кореня {\displaystyle n}-го степеня.
Це деяке надмірне спрощення; з огляду на фундаментальну теорему теорії Галуа алгебраїчні функції необов'язково виражаються у радикалах.
По-перше, зауважимо, що будь-яка поліноміальна функція {\displaystyle y=p(x)} є алгебраїчною функцією, оскільки вона є просто розв'язком рівняння:
{\displaystyle y-p(x)=0.\,}
У більш загальному випадку, будь-яка раціональна функція {\displaystyle y={\dfrac {p(x)}{q(x)}}} є алгебраїчною, оскільки є розв'язком рівняння
{\displaystyle q(x)y-p(x)=0.}
Більше того, корінь {\displaystyle n}-го степеня від будь-якого полінома {\displaystyle y={\sqrt[{n}]{p(x)}}} є алгебраїчною функцією, оскільки є розв'язком рівняння
{\displaystyle y^{n}-p(x)=0.}
Неочікувано, але обернена функція для алгебраїчної функції є теж алгебраїчною функцією. Нехай {\displaystyle y} є розв'язком рівняння
{\displaystyle a_{n}(x)y^{n}+\cdots +a_{0}(x)=0,}
для кожного значення {\displaystyle x}, тоді {\displaystyle x} також є розв'язком цього рівняння для кожного значення {\displaystyle y}.
Дійсно, змінивши місцями {\displaystyle x} та {\displaystyle y} і згрупувавши доданки, отримуємо
{\displaystyle b_{m}(y)x^{m}+b_{m-1}(y)x^{m-1}+\cdots +b_{0}(y)=0.}
Записавши {\displaystyle x} як функцію від {\displaystyle y}, отримаємо обернену функцію, яка є також алгебраїчною.
Однак не кожна функція має обернену.
Наприклад, функція {\displaystyle y=x^{2}} не проходить тест горизонтальної лінії, вона не є ін'єктивною.
Оберненою є алгебраїчна "функція" {\displaystyle x=\pm {\sqrt {y}}}. 
Інший спосіб зрозуміти це полягає в тому, що множина гілок поліноміального рівняння, що визначають нашу алгебраїчну функцію, є графіком алгебраїчної кривої.

## Роль комплексних чисел
З алгебраїчної точки зору комплексні числа цілком природно виникають при вивченні алгебраїчних функцій.
Перш за все, згідно з фундаментальною теоремою алгебри, комплексні числа є алгебраїчно замкненим полем.
Отже, будь-яке поліноміальне співвідношення {\displaystyle p(y,x)=0} гарантовано матиме принаймні один розв'язок (загалом, кількість розв'язків не перевищує степеня {\displaystyle p} за змінною {\displaystyle y}) для {\displaystyle y} в кожній точці {\displaystyle x}, за умови, якщо {\displaystyle y} може набувати як комплексних так і дійсних значень.
Таким чином, проблеми пов'язані з областю визначення алгебраїчної функції сміливо можна мінімізувати.
Більше того навіть якщо у кінцевому рахунку когось цікавлять дійсні алгебраїчні функції, то може не виявитися способів виразити функцію у термінах додавання, множення, ділення та добування {\displaystyle n}-го кореня без використання комплексних чисел (див. незвідний випадок).
Наприклад, розглянемо алгебраїчну функцію, що визначається рівнянням
{\displaystyle y^{3}-xy+1=0.\,}
Використавши кубічну формулу, отримуємо
{\displaystyle y=-{\frac {2x}{\sqrt[{3}]{-108+12{\sqrt {81-12x^{3}}}}}}+{\frac {\sqrt[{3}]{-108+12{\sqrt {81-12x^{3}}}}}{6}}.}
При {\displaystyle x\leq {\frac {3}{\sqrt[{3}]{4}}}} квадратний корінь є дійсним і, таким чином, кубічний корінь є добре визначеним, що забезпечує наявність єдиного дійсного кореня.
З іншого боку, при {\displaystyle x>{\frac {3}{\sqrt[{3}]{4}}}} квадратний корінь не є дійсним, і для квадратного кореня потрібно вибрати будь-який недійсний квадратний корінь.
Таким чином, кубічний корінь потрібно вибрати із трьох недійсних чисел.
Якщо аналогічний вибір зробити у двох членах формули, то три випадки кубічного кореня забезпечують три гілки, показані на рисунку.
Можна довести, що неможливо виразити дану функцію у вигляді кореня {\displaystyle n}-го степеня, використовуючи лише дійсні числа, навіть якщо отримана функція набуває дійсних значення на області показаного графіку.

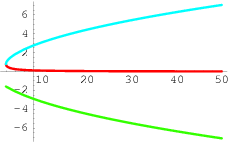
Графік трьох гілок алгебраїчної функції, де, при.

На більш суттєвому теоретичному рівні застосування комплексних чисел дозволяє використовувати ефективні методи комплексного аналізу для дослідження алгебраїчних функцій.
Зокрема, за допомогою принципу аргументу можна показати, що будь-яка алгебраїчна функція насправді є аналітичною функцією, принаймні в багатозначному розумінні.
Формально, нехай {\displaystyle p(x,y)} — комплексний поліном від комплексних змінних {\displaystyle x} і {\displaystyle y}.
Припустимо, що {\displaystyle x_{0}\in \mathbb {C} } таке значення, при якому поліном {\displaystyle p(x_{0},y)} від змінної {\displaystyle y} має {\displaystyle n} різних нулів.
Покажемо, що алгебраїчна функція є аналітичною в околі точки {\displaystyle x_{0}}.
Виберемо систему з {\displaystyle n} кіл {\displaystyle \Delta _{i}}, що неперетинаються і містять кожен із цих нулів.
Тоді за принципом аргументу
{\displaystyle {\frac {1}{2\pi {\rm {i}}}}\oint _{\partial \Delta _{i}}{\frac {p_{y}(x_{0},y)}{p(x_{0},y)}}\,{\rm {d}}y=1.}
За неперервністю це є також справедливим для всіх {\displaystyle x} в околі точки {\displaystyle x_{0}}. Зокрема, {\displaystyle p(x,y)} має лише один корінь в {\displaystyle \Delta _{i}}, заданий основною теоремою про лишки:
{\displaystyle f_{i}(x)={\frac {1}{2\pi {\rm {i}}}}\oint _{\partial \Delta _{i}}y{\frac {p_{y}(x,y)}{p(x,y)}}\,{\rm {d}}y,}
яка є аналітичною функцією.

## Монодромія
Зауважимо, що вищенаведене доведення аналітичності дозволяє отримати вираз для системи з {\displaystyle n} різних функціональних елементів {\displaystyle f_{i}(x)}, за умови, що {\displaystyle x} не є критичною точкою полінома {\displaystyle p(x,y)}.
Критична точка — це точка, в якій кількість різних нулів менша за степінь полінома {\displaystyle p}, і це можливо лише там, де член з найвищим степенем полінома {\displaystyle p} дорівнює нулю, а також дорівнює нулю дискримінант. Отже, існує лише скінченна кількість таких точок  {\displaystyle c_{1},\dots ,c_{n}}. За допомогою детального аналізу властивостей функціональних елементів {\displaystyle f_{i}} поблизу критичних точок можна показати, що накриття монодромії є розгалуженим над критичними точками (і, можливо, точкою на нескінченності).
Таким чином, голоморфне розширення функцій {\displaystyle f_{i}} має в найгіршому випадку алгебраїчні полюси і звичайні алгебраїчні гілки над критичними точками.
Зауважимо, що поза критичними точками маємо
{\displaystyle p(x,y)=a_{n}(x)(y-f_{1}(x))(y-f_{2}(x))\cdots (y-f_{n}(x)),}
оскільки {\displaystyle f_{i}} за визначенням є різними нулями полінома {\displaystyle p}. Група монодромії діє шляхом перестановки коєфіцієнтів, і таким чином утворює  монодромічне представлення групи Галуа полінома {\displaystyle p}.
Дія монодромії на універсальному накриваючому просторі є пов'язаним, але іншим поняттям у теорії поверхонь Рімана.)

## Історія
Ідеї, пов'язані з алгебраїчними функціями, з'явилися, принаймні, ще за часів Рене Декарта.
Перше обговорення алгебраїчних функцій, мабуть, було в роботі Едварда Уорінга 1794 року "An Essay on the Principles of Human Knowledge", в якій він пише:
"Нехай величина, що позначає ординату, є алгебраїчною функцією від абсциси {\displaystyle x}, за допомогою звичайних методів ділення та добування коренів можна звести її до нескінченного ряду, який зростає або спадає відповідно до розмірності {\displaystyle x}, а потім знайти інтеграл від кожного з отриманих членів".

## Зовнішні посилання
- Definition of "Algebraic function" in the Encyclopedia of Math
- Weisstein, Eric W. Algebraic Function(англ.) на сайті Wolfram MathWorld.
- Algebraic Function на PlanetMath.(англ.)
- Definition of "Algebraic function" [Архівовано 2020-10-26 у Wayback Machine.] in in David J. Darling's Internet Encyclopedia of Science